# Trần Đông Phong

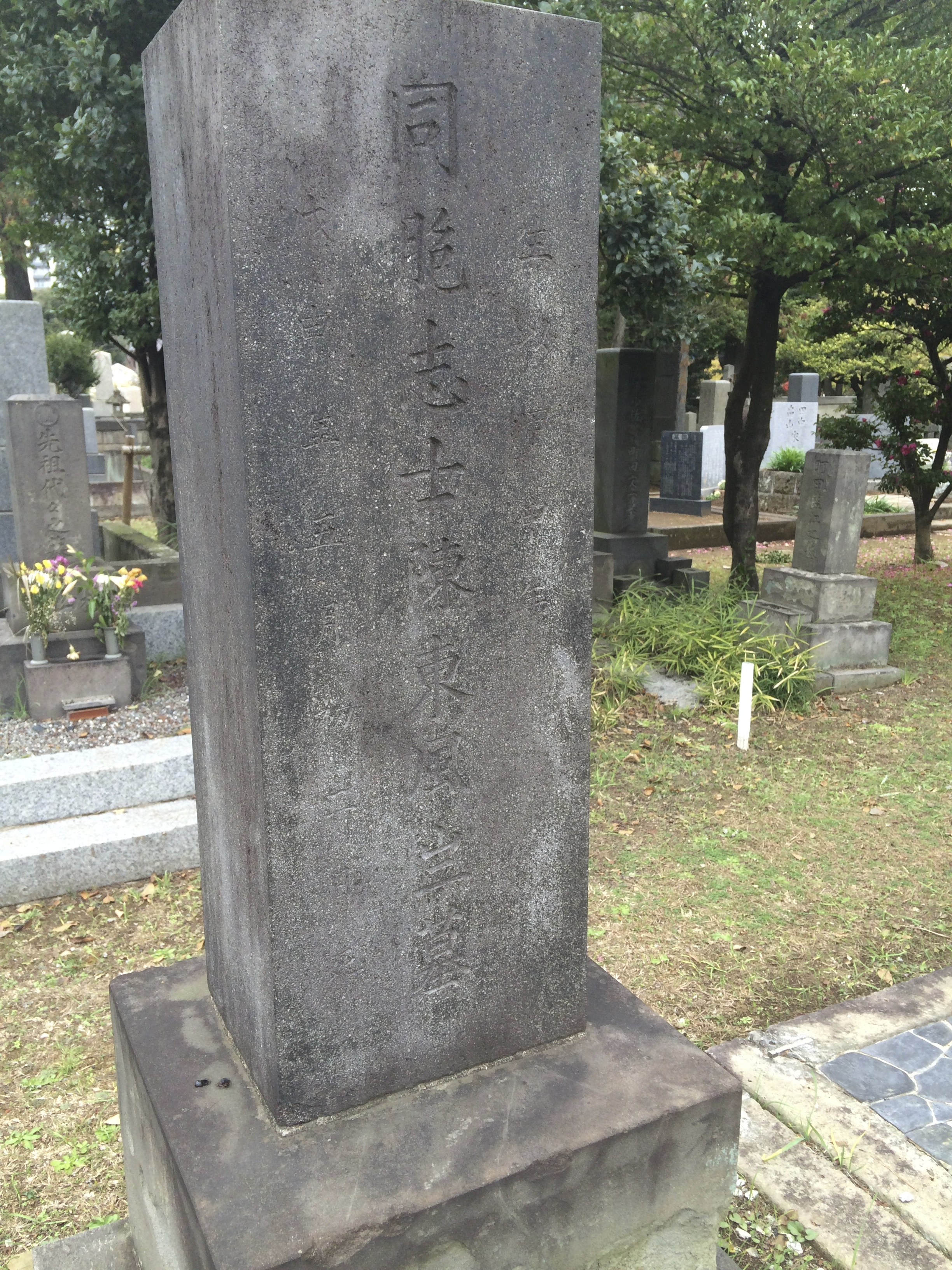
Bia mộ Trần Đông Phong dựng năm 1908

Trần Đông Phong (1887 – 2 tháng 5 năm 1908) là một trong chín học sinh Việt Nam đi du học đầu tiên trong Phong trào Đông Du đi theo Phan Bội Châu sang Yokohama, Kanagawa, Nhật Bản. Vốn là con một gia đình giàu có ở Nghệ An, Trung Kỳ Trần Đông Phong đã từng quyên góp nhiều tiền bạc cho Phong trào Đông Du. Khi sang tới Nhật Bản, vì mong tin nhà gửi tiền sang cho Phong trào mà không thấy tới, Trần Đông Phong đã tự vẫn để tỏ lòng hổ thẹn với đồng chí của mình và thể hiện ý chí quyết tâm với phong trào Đông Du. Cảm kích trước nghĩa khí của Trần Đông Phong, Kỳ ngoại hầu Cường Để đã đích thân xây mộ phần cho Trần Đông Phong tại Tokyo và sau này chính Kỳ ngoại hầu cũng được chôn cất tại mộ phần này.

## Tiểu sử
Trần Đông Phong sinh năm 1887 trong một nhà giàu có ở Thanh Chương, Nghệ An. Theo Đỗ Thông Minh trong Kỷ niệm 100 năm Phong trào Đông Du, Trần Đông Phong từng quyên góp nhiều tiền bạc cho Phong trào Đông Du, vì vậy khi qua Nhật Bản, anh đã được Phan Bội Châu giao làm thủ quỹ cho nhóm sinh viên Đông Du. Tuy nhiên do nắm bắt được kế hoạch Đông Du của Phan Bội Châu, Chính quyền đô hộ Pháp tại Đông Dương đã chặn nguồn cung cấp tài chính từ trong nước sang Nhật Bản cho phong trào Đông Du, cả những lá thư của Trần Đông Phong gửi về cho gia đình về việc quyên góp tiền cũng bị giữ lại. Ngày 2 tháng 5 năm 1908, Trần Đông Phong vì quá lo lắng trước trách nhiệm nặng nề, lại cảm thấy hổ thẹn với đồng chí của mình vì tưởng rằng gia đình anh không chịu gửi tiền quyên góp cho phong trào đã quyết định tự vẫn ở chùa Toho-ji. Trần Đông Phong có để lại di thư như sau:
| “ | Nhà tôi giàu có, cả tiền với thóc, kể đến hàng vạn, mà gần đây học phí trong trường, chỉ là nhờ Nam Kỳ cấp cho anh em, tôi đã nhiều lần viết thư về nhà, khuyên cha tôi bắt chước làm như ông Trương Tử Phòng, phá sản vì nước, cha tôi không trả lời. Tôi nghĩ tôi là con một nhà giàu, xấu thẹn với anh em quá, nên tôi phải tự vận cho cha tôi biết chí tôi, và cũng để tạ tội với anh em. | ” |

Cảm kính trước nghĩa khí của Trần Đông Phong, Kỳ ngoại hầu Cường Để đã đích thân đứng ra xây mộ phần cho Trần Đông Phong tại Nghĩa trang Zoshigaya (雑司ヶ谷霊園), Tokyo. Trên bia mộ của Trần Đông Phong có ghi dòng chữ "Đồng bào chí sĩ Trần Đông Phong chi mộ". Năm 1951 sau khi Kỳ ngoại hầu qua đời tại Nhật Bản, một phần di cốt của ông cũng được an táng tại mộ phần này. Ngày nay mộ phần của Trần Đông Phong nằm ở dãy 1-4a-4-15 của Nghĩa trang Zoshigaya và vẫn thường có người tới thăm viếng, tưởng niệm.